# 4e étape du Tour de France 1952
Pour un article plus général, voir Tour de France 1952.
La 4e étape du Tour de France 1952 se déroule le 28 juin 1952 entre les villes du Rouen, qui accueille le Tour pour la troisième fois, et Roubaix, ville-étape pour la sixième fois.

## Profil de l'étape
C'est la troisième fois que Rouen accueille le Tour de France (après 1949 et 1950). Le peloton quitte la place du Général-de-Gaulle pour le départ fictif et se déplace en groupe jusqu'à la route de Neufchâtel, d'où est donné le départ lancé. Il emprunte l'ancien tracé de la RN 28 de Rouen à Abbeville, l'ancien tracé de la RN 25 jusqu'à Arras, l'ancien tracé de la RN 37 jusqu'à Souchez, l'ancien tracé de la RN 25 de nouveau jusqu'à Seclin, puis l'ancien tracé de la RN 352 jusqu'à Roubaix, ville étape pour la sixième fois,. Le profil est quelque peu accidenté sur la première partie, et davantage plat dans la seconde. En revanche de nombreuses sections pavées sont disséminées donnant au parcours une particularité et une difficulté singulière.

### 1repartie (138km): un tronçon accidenté avec quelques courtes côtes
La première partie commence à la sortie du Rouen, avant de prendre la route nationale en direction de Neufchâtel-en-Bray et de traverser le Pays de Bray. La première difficulté arrive après Saint-Martin-Osmonville (km 28) avec une côte  de 1,8 km à 4 % de dénivelé moyen. Viennent ensuite une côte de 5 km à 3 % après Neufchâtel-en-Bray (km 42), une côte de 2 km à 5 % entre Ménonval et Vatierville (km 51), une côte de 2 km à 4,5 % après Fallencourt (km 63) et enfin une côte d'1,9 km après Blangy-sur-Bresle (km 73). Le dénivelé cumulé total sur cette portion est d'environ 1 100 mètres sur 138 km,. Plusieurs sections pavées sont présentes sur le tronçon, dont la traversée de Neufchâtel-en-Bray, d'Abbeville ainsi que celle de Blangy-sur-Bresle.

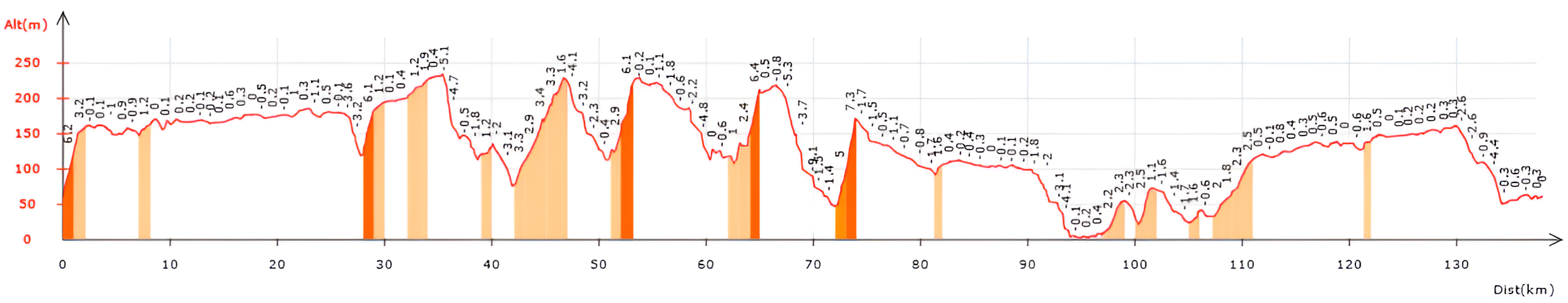
Profil altimétrique de la première partie de l'étape (138 km).

### 2epartie(98km): un tronçon relativement plat mais avec des portions pavées
La deuxième partie commence avec la côte à la sortie de Doullens, longue d'1 km à 4% de dénivelé moyen, 25 km à parcourir sur un plateau avant de descendre sur Arras. La traversée du plateau de Vimy précède l'entrée dans le « pays minier » et plus tard les routes de « l'enfer du Nord ». Le dénivelé cumulé total sur cette portion est d'environ 300 mètres sur 98 km. Plusieurs sections pavées sont présentes sur le tronçon, dont la traversée de Doullens, la traversée d'Arras (pavés en mauvais état), la traversée de Souchez (pavés en mauvais état) et enfin la dernière portion après Lens, où les sections pavés alternent avec des sections goudronnées. L'étape se termine après être entré dans Roubaix, par un tour et demi du vélodrome.

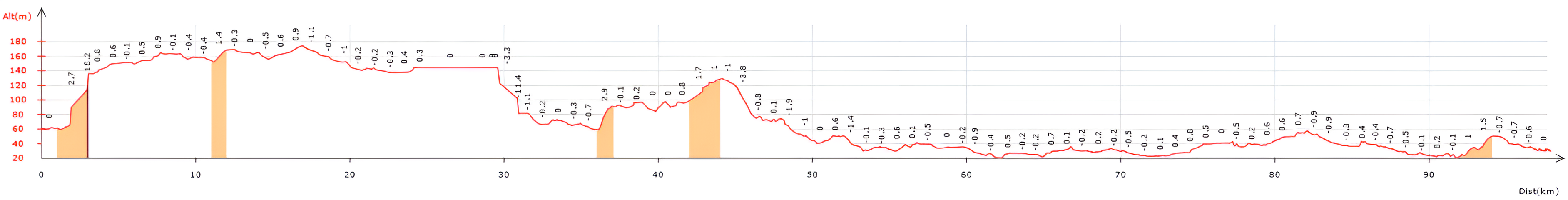
Profil altimétrique de la deuxième partie de l'étape (98 km).

### L'organisateur prévoit une fin d'étape difficile sur les pavés
Dans les colonnes de L'Équipe, l'organisateur annonce que cette étape promet des écarts significatifs, notamment en raison d'une distance supérieure à 230 km et de l'apparition des pavés en fin de parcours, rappelant la dureté du Paris-Roubaix. Après quelques solides côtes dans le pays de Bray et celle de Coulonvillers, les coureurs « affronteront les pavés tant redoutés », sur un terrain particulièrement difficile qui pourrait jouer un rôle décisif selon lui. Il prédit également que l'étape laisse des traces, tant physiquement que mentalement, même si le classement général ne devrait pas être chamboulé.

## Contexte au départ de l'étape
Au lendemain de la troisième étape qui s'est déroulée entre Le Mans et Rouen, quelques enseignements ont pu être tirés par les journalistes qui suivent le Tour quant aux forces en présence et à la forme des différents coureurs et des équipes en ce début d'épreuve.

### L'équipe de France a pris le pouvoir avec Lauredi en jaune

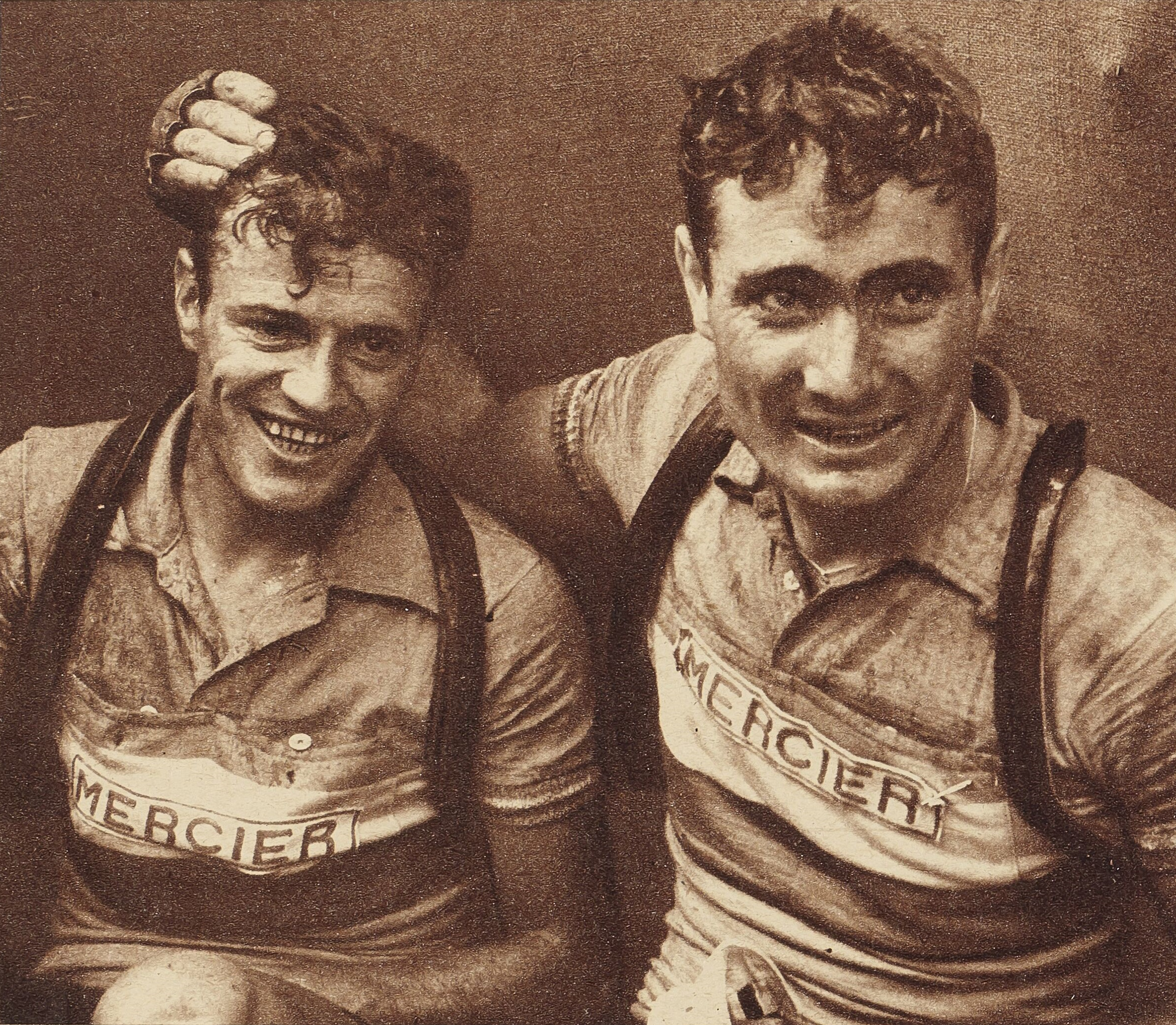
Lauredi (à gauche) et Gauthier (à droite) heureux et victorieux à Rouen à l'arrivée de la troisième étape.

L'équipe de France a brillamment renversé la situation grâce à l'échappée chanceuse et victorieuse de Lauredi et Gauthier, qui ont franchi la ligne d'arrivée avec plus de dix minutes d'avance sur le peloton. Lauredi, déjà remarqué pour sa bonne forme lors de la première étape, a confirmé ses capacités en prenant le maillot jaune. Avec plus de onze minutes d'avance sur Coppi, il s'affirme comme un prétendant sérieux à la victoire finale, ayant réussi à creuser l'écart avant les étapes de montagne, où l'Italien est considéré comme le favori par les observateurs.
Alors que l'équipe de France ne comptait aucun coureur dans le Top 15 du classement général avant cette étape, elle se retrouve désormais avec deux hommes en tête, ce qui lui permet de remporter le classement par équipes de l'étape et de prendre la première place du classement général par équipes. Avec plus de quatre minutes d'avance sur une équipe de Belgique qui avait dominé le début du Tour, les Français renforcent ainsi leur position de force après cette troisième journée de course.

### Van Steenbergen et les Belges déchus
« Je me suis trompé sur toute la ligne aujourd'hui [...] je n'ai pas cru à la réussite de la tentative de Lauredi. Le vent de face était violent et j'avais vu Bauvin renoncer à rejoindre seul les hommes de tête. [...] Quand ils prirent jusqu'à 14 minutes d'avance, je n'étais pas encore inquiet. Il restait encore 60 km à couvrir, et je me disais que les Italiens feraient obligatoirement cause commune avec nous. [...] C'est un coup dur pour nous, nous avions prévu d'entrer en Belgique avec le maillot jaune… Mais je crois que je vais changer de méthode. Je ne bougerai plus du peloton avant d'attaquer dans les 50 derniers kilomètres. »
Après avoir dominé les deux premières étapes, l'équipe de Belgique a rencontré de nombreux déboires lors de cette troisième journée. Derijcke a abandonné, et les multiples crevaisons et chutes ont empêché les Belges de réagir efficacement à l'échappée des Français. Van Steenbergen, déchu de son maillot jaune, a reconnu la fatigue de ses coéquipiers après leurs efforts initiaux, et a exprimé sa déception face à la malchance qui a frappé son équipe,. Toutefois, les observateurs s'attendent à une réponse rapide de la part de l'effectif belge, le Tour arrivant sur des étapes du Nord de la France et de Belgique, comportant de nombreux secteurs pavés, terrain privilégié notamment de Van Steenbergen, vainqueur du Paris-Roubaix de cette année.

### Coppi et les Italiens pris de court
Coppi, grand favori du Tour, s'est montré critique envers la gestion de la course par son équipe. Frustré de voir Lauredi prendre tant d'avance, il a regretté que ses coéquipiers n'aient pas réagi plus fermement :« On n'aurait jamais dû laisser partir Lauredi. Ses qualités nous sont connues et l'on sait qu'il est dangereux ». Coppi admet se trouver désormais dans une position délicate, devant combler un écart de plus de onze minutes. Malgré l'inquiétude exprimée par le leader italien, les observateurs transalpins demeurent confiants dans l'ensemble. Selon eux, si les Italiens n'ont pas pris part à une contre-offensive en s'alliant avec les Belges, c'est bien parce qu'ils attendent les étapes de montagne pour s'exprimer,.

### Des écarts conséquents au classement général
Après la 3e étape, les écarts au classement général sont déjà significatifs, avec plusieurs minutes d'avance pour Lauredi sur les principaux favoris, alors qu'aucune étape de montagne ni de contre-la-montre n'a été couru. Les observateurs du Tour remarquent la singularité de cette édition, dans laquelle les équipes favorites n'hésitent pas à attaquer dès les étapes de plat pour créer des écarts. À titre de comparaison, lors du Tour 1950 et 1951, au soir de la 3e étape, le maillot jaune comptait moins de cinq minutes d'avance (4 min 10 s en 1950 et 4 min 27 s en 1951) sur le 10e en comparaison avec les onze dont dispose Lauredi,.
|     | Coureur           | Pays     | Equipe   | Temps               | Résultats précédents leur position de favoris                                                     |
| --- | ----------------- | -------- | -------- | ------------------- | ------------------------------------------------------------------------------------------------- |
| 1er | Nello Lauredi     | France   | France   | en 16 h 38 min 41 s | 2 victoires au Critérium du Dauphiné libéré (1950 et 1951)                                        |
|     |                   |          |          |                     |                                                                                                   |
| 21e | Fausto Coppi      | Italie   | Italie   | + 11 min 25 s       | 1er au Tour de France 1949, 1er au Tour d'Italie 1952 (et 1940, 1947 et 1949)                     |
| 21e | Jean Robic        | France   | France   | + 11 min 25 s       | 1er au Tour de France 1947                                                                        |
| 21e | Gino Bartali      | Italie   | Italie   | + 11 min 25 s       | 2 victoires au Tour de France (1938 et 1948) et 3 victoires au Tour d'Italie (1946, 1937 et 1946) |
| 21e | Raphaël Géminiani | France   | France   | + 11 min 25 s       | 2e du Tour de France 1951                                                                         |
| 21e | Stan Ockers       | Belgique | Belgique | + 11 min 25 s       | 5e du Tour de France 1951, et 6e du Tour d'Italie 1952                                            |
| 49e | Lucien Lazaridès  | France   | France   | + 14 min 7 s        | 3e du Tour de France 1951                                                                         |
| 54e | Fiorenzo Magni    | Italie   | Italie   | + 14 min 44 s       | 2 victoires au Tour d'Italie (1948 et 1951)                                                       |

## Déroulement de la course

### Résumé de l'étape[b]

#### Départ de Rouen et premières attaques
Le matin du 28 juin, les cyclistes ont un programme précis à suivre avant le départ de la course :
- 8 h 30 : signatures et ravitaillement place du Général-de-Gaulle devant l'Hôtel de Ville de Rouen ;
- 9 h 15 : appel des coureurs ;
- 9 h 27 : début du défilé par la rue Thiers, la rue et place Beauvoisine, la route de Neufchâtel ;
- 9 h 30 : départ effectif à hauteur de la rue de l'Avalasse.

La météo prévue est ensoleillée de plus en plus chaude, avec un vent du nord défavorable au début, puis favorable sur la fin.
Dès le départ, les Belges, dont Ockers, Blomme, Close et Vanderstockt, attaquent. Les Français réagissent, Lauredi, soutenu par Géminiani et Gauthier, ramènent le peloton.
Au km 9, Zaaf (Afrique du Nord) tente une échappée, prenant jusqu'à 200 m d'avance, mais est repris au bout d'une dizaine de kilomètres. Suivent la tentative infructueuse d'un groupe composé de Vanderstockt (Belgique), Rolland (France) et Sowa (Nord-Est / Centre),. Au km 30, Lafranchi (Suisse) attaque dans une petite côte, suivi par les Nord-Africains Kebaili et Zelasco et créent l'écart,. Au km 40, ils possèdent 25 s d'avance sur le peloton. La chasse est menée dès le km 52 par Dekkers (Hollande), Decaux (Paris), Vitetta (Sud-Est) et le maillot jaune Lauredi (France),. Le peloton revient, seul Zelasco persiste et retente une attaque au niveau de Foucarmont (km 62). Il parvient peut à peur à prendre une courte avance,. Au km 44, le Suisse Reiser, malade et pris de vomissements, abandonne. Peu après, Caput (Paris), blessé la veille au bras, abandonne également.

#### Premières échappées sérieuses
Zelasco (Afrique du Nord) est rejoint plus tard dans la côte de Blangy-sur-Bresle, au km 72, par Molinéris (Sud-Est), Martini (Italie), Nolten (Hollande), Dotto, Quentin, Lazaridès (France), Rossinelli (Nord-Est / Centre) et Metzger (Suisse), et l'écart continue de se creuser. Derrière ce groupe de tête, Decaux (Paris) et Berton (Ouest / Sud-Ouest) suivent à 35 s, Coste (Paris) et Van Breenen (Hollande) à 55 s, puis le peloton à 1 min 20 s,. Au km 85, le groupe de neuf ne compte plus que 45 s d'avance suite à une réaction du peloton, mais l'écart se remet à grandir sous l'impulsion des trois coureurs de l'équipe de France. Le premier groupe est rattrapé par le second à la sortie d'Abbeville, avec 3 min 25 s d'avance sur le peloton,. Au km 101, les treize hommes comptent 6 min 35 s sur un groupe composé de De Hertog (Belgique), Sowa et Pardoën (Nord-Est / Centre) et Gauthier (France) en chasse pour défendre le maillot jaune de Lauredi, son coéquipier, 6 min 50 s sur Serra (Espagne) et 7 min sur le peloton.

#### Sur les routes du Paris-Roubaix, le peloton mène la poursuite mais l'échappée tient bon
Dans le groupe de tête au km 139, Decaux (Paris) s'échappe et prend 15 s d'avance mais est repris peu après. Le peloton reste à 7 minutes. Meunier, intercalé 50 secondes devant le peloton, n’insiste pas car ce dernier a accéléré sous l'impulsion notamment des coureurs Italiens autour de Coppi. L'écart, qui atteint 7 min 30 s au km 142, diminue progressivement : 5 min 40 s au km 156, 4 min 10 s au km 168, 3 min 30 s au km 187 dans Liévin. Le groupe perd deux hommes : Coste (Paris) sur crevaison à Arras, et Metzger (Suisse) sur ennuis mécaniques à Souchez (km 183). Pendant ce temps, Van Der Stock et Close (Belgique), Rolland (France), Weilenmann (Suisse), Carrea (Italie), Lajoie (Nord-Est / Centre) et Goldschmit (Luxembourg), s’émancipent du peloton et comptent une trentaine de secondes d'avance.
À la sortie de Carvin (km 203), dans l'échapée, Berton (Ouest / Sud-Ouest) tente de s'enfuir, aussitôt poursuivi par Quentin et Lazaridès (France). Le groupe, sous l’impulsion de Van Breenen (Hollande), se ressoude en partie à Seclin (km 211), mais une poignée de coureurs est lâchée dans cette contre-poursuite : Nolten (Hollande), Rossinelli (Nord-Est / Centre) et Zelasco (Afrique du Nord),.

#### L'ultime attaque dans le groupe de tête

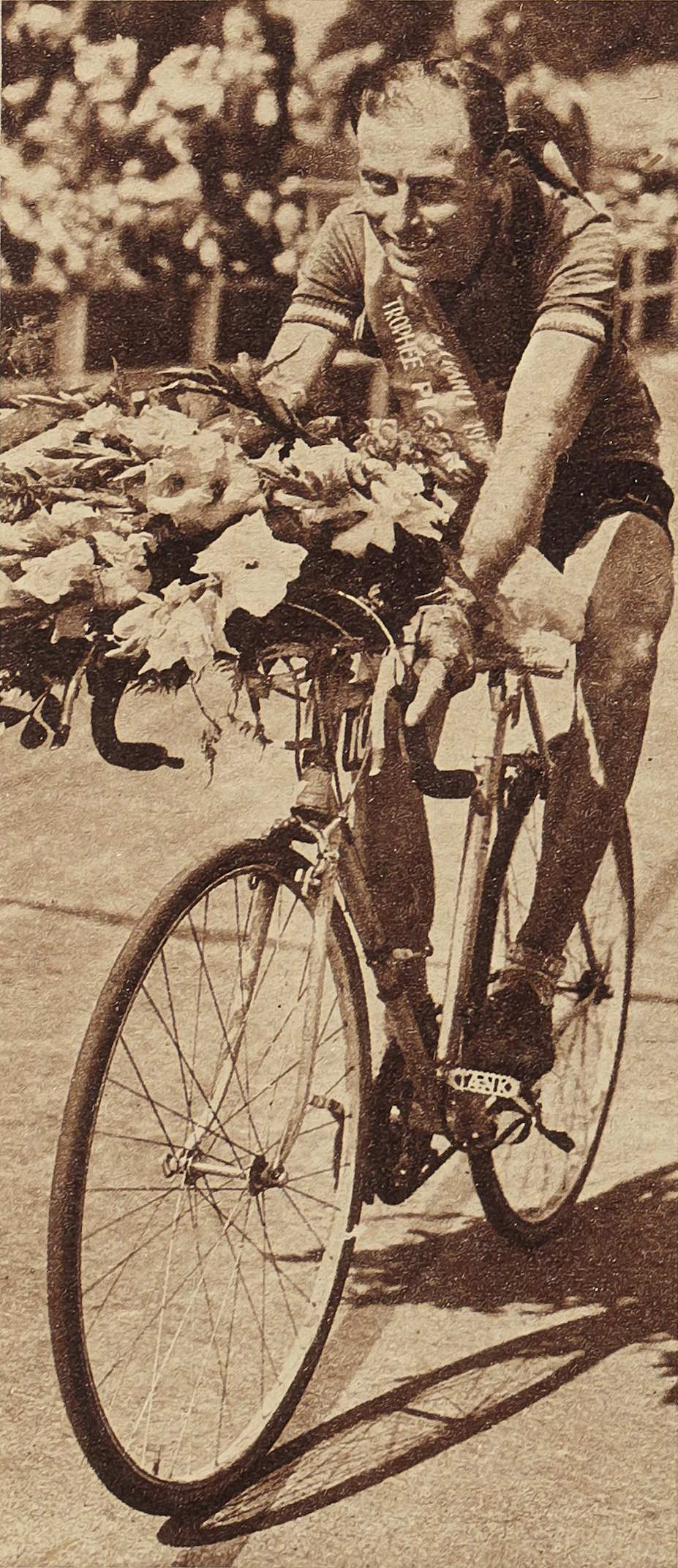
Vainqueur de l'étape, Pierre Molinéris effectue son tour d'honneur.

Au km 213, Molinéris (Sud-Est) attaque, suivi par Quentin (France), mais ce dernier crève peu après à Vendeville (km 215) et laisse Molinéris partir seul. Derrière, Dotto (France) et Van Breenen (Hollande), qu'il va lâcher peu après, tentent de poursuivre les hommes de tête. Lazaridès, lui, est pris d'une fringale. Les autres membres du groupe d'échappée sont dispersés, seuls Dotto et Van Breenen talonnent Molinéris. Derrière, Rolland, suivi par Magni et Watgmans, les ont rejoints.

Les pavés et les crevaisons qu'ils entrainent définissent la hiérarchie finale, mais personne ne parvient à revenir sur Molineris (Sud-Est) qui rentre seul sur le vélodrome de Roubaix et s'impose pour la première fois sur le Tour de France. Il est également le premier régional à remporter une victoire sur cette édition. Dotto (France) arrive 2 min 34 s après, puis c'est au tour d'un premier groupe de huit coureurs menés par Rolland (France) d'arriver avec 3 min 21 s de retard. Derrière parmi les favoris, Geminiani (France) chute et perd plus de 28 min. Coppi (Italie) et Robic (France) ont également crevé mais finissent dans le peloton.

Photographies des évènements de l'étape
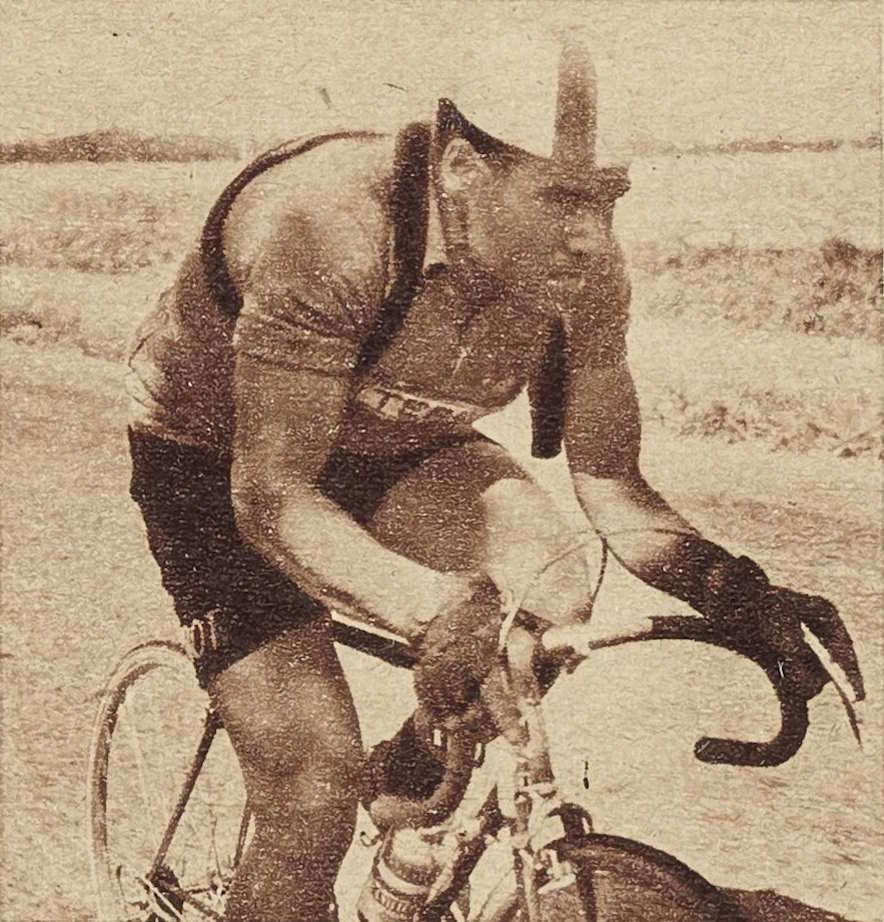
En début d'étape, Abdel-Kader Zaaf (Afrique du Nord) est responsable d'une des premières tentatives d'échappée.
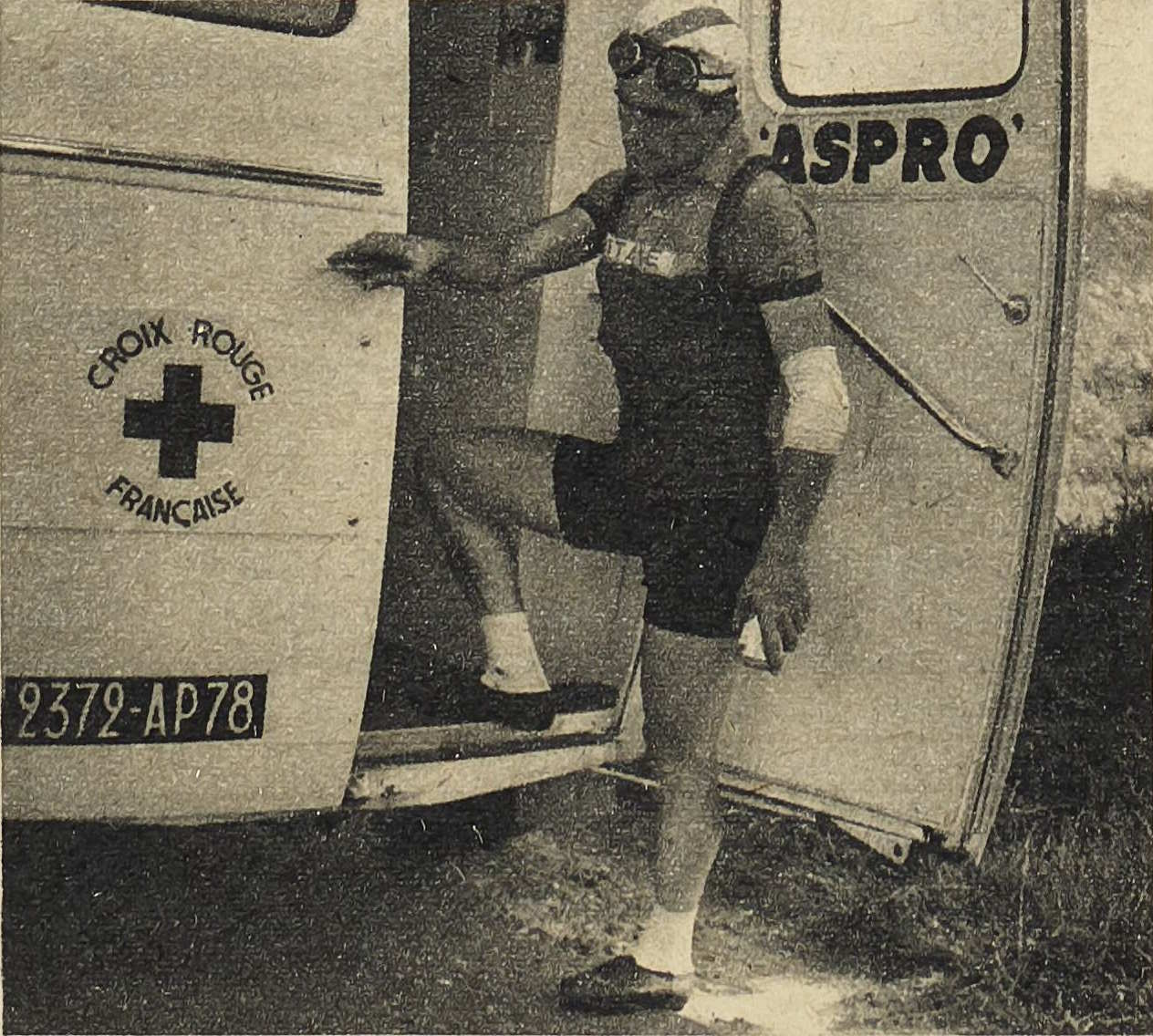
Victime d'une chute la veille, Louis Caput (Paris) abandonne lors de l'étape.
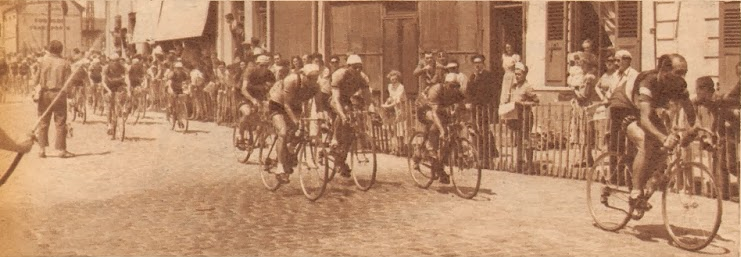
Le peloton emmené par Magni (Italie) est arrosé par des spectateurs lors de la traversée de Doullens (km 137).
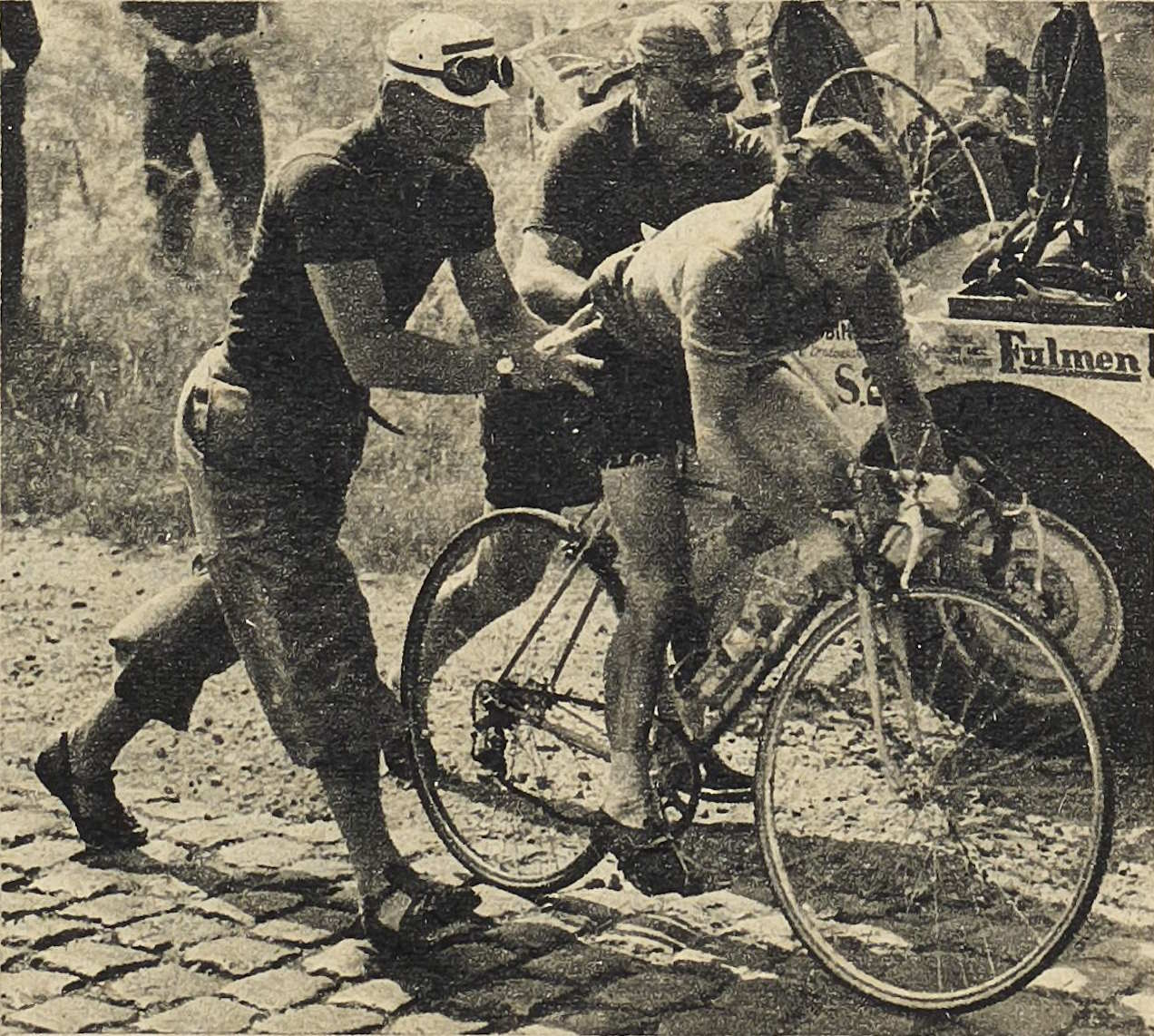
Les crevaisons comme celle de Jean Robic (France) sont nombreuses sur la fin de l'étape et les pavés de Roubaix.
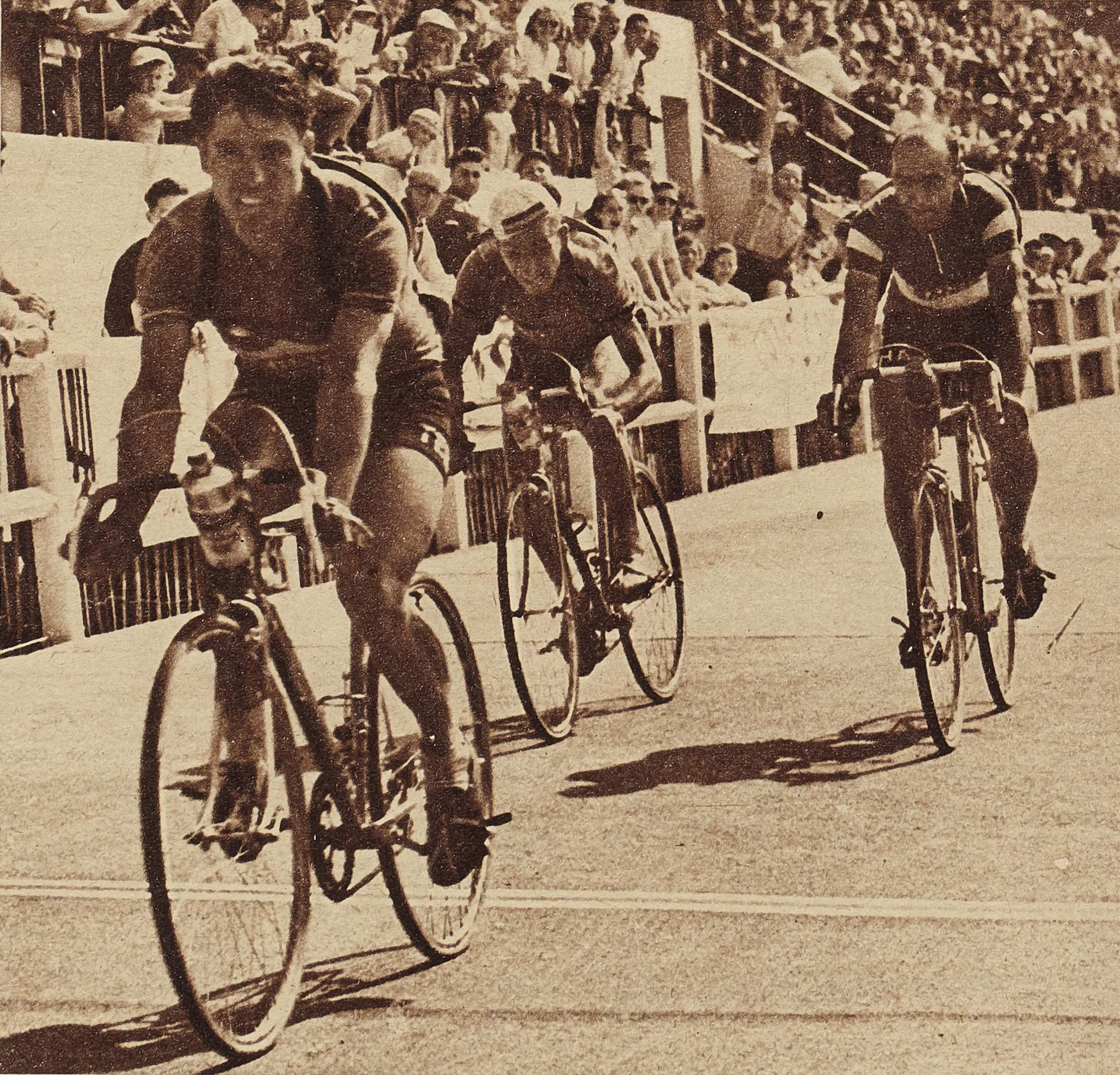
Pierre Rolland (France) gagne le sprint d'un groupe de poursuivants et prend la 3e place de la 4e étape du Tour de France 1952.

### Bilan par équipe
Les équipes engagées dans le Tour de France représentent à la fois des nations et des régions depuis 1930. Une nouveauté réglementaire apparaît lors de l'édition 1952 : la création d'un classement par équipes à la fin de chaque étape (basé sur le cumul du temps de course des trois meilleurs coureurs de chaque équipe à l'arrivée), assorti d'une prime versée à la première équipe ainsi qu'à la première équipe régionale (cumulable).
Cette « course dans la course » est une innovation assumée par l'organisateur afin « que chaque concurrent reste en course jusqu'à Paris, pour le développement de tactiques d'équipe aussi subtiles qu'attrayantes ». En effet, la direction du Tour souhaite que la victoire d'équipe tende à l'équivalence de la victoire individuelle afin de mettre en valeur la performance des coéquipiers (parallèlement à celles de leurs leaders), tout autant que les défaillances et les attardés qui peuvent avoir une influence sur le classement de l'équipe à l'arrivée.
| Classement de l'équipe et des meilleurs coureurs, | Analyse dans la presse régionale, nationale et étrangère |
| --- | --- |
| Suisse (dir. technique : A. Burtin) : 7/8 coureurs toujours en course. | |
| Classement de l'équipe sur la 4e étape : 11e | Dans le journal suisse L'Impartial et L’Équipe, le journaliste Lelio Rigassi note la satisfaction des suiveurs suisse lors de la 4e étape avec la belle course menée par les Suisses « qui se sont mis en vedette ». Il note la course de Lafranchi (qui a tenté de s'échapper), celle de Metzger (dans l'échappée du vainqueur mais victime d'un problème mécanique) et enfin celle de Weilenmann, qui sans une crevaison aurait pu finir dans le groupe Rolland,. |
| Trois meilleurs coureurs classés : - Weilenmann, 14e à 6 min 49 s ; - Diggelmann, 24e à 7 min 39 s ; - Aeschlimann, 72e à 10 min 49 s.                                                        | Dans le journal suisse L'Impartial et L’Équipe, le journaliste Lelio Rigassi note la satisfaction des suiveurs suisse lors de la 4e étape avec la belle course menée par les Suisses « qui se sont mis en vedette ». Il note la course de Lafranchi (qui a tenté de s'échapper), celle de Metzger (dans l'échappée du vainqueur mais victime d'un problème mécanique) et enfin celle de Weilenmann, qui sans une crevaison aurait pu finir dans le groupe Rolland,. |
| Belgique (dir. technique : S. Maes) : 11/12 coureurs toujours en course • 2 victoires d'étape • 2 maillots jaune • 2 fois meilleure équipe de l'étape • 3 coureurs dans le Top 10 du général. | |
| Classement de l'équipe sur la 4e étape : 2e | Dans le journal belge Le Soir, le journaliste Louis Milecan se satisfait « du résultat brut de tout ceci qui n'est pas mauvais pour nous » : Close reprend plusieurs minutes au maillot jaune et Vanderstockt affiche « une jolie condition ». Antoine Herbauts remarque que les attentes du public belge après le bon début de Tour de France de l'équipe, diminué par la réponse française de la veille, a été entendu par Close et Vanderstrockt notamment. De même, la collaboration entre « les Belges et les Italiens se transforma en terrible machine de guerre », seuls deux coureurs (les deux premiers de l'étape parvinrent à resister au groupe de poursuivants. |
| Trois meilleurs coureurs classés : - Vanderstockt, 4e à 3 min 21 s ; - Close, 7e à 3 min 21 s; - Ockers, 15e à 7 min 11 s.                                                                    | Dans le journal belge Le Soir, le journaliste Louis Milecan se satisfait « du résultat brut de tout ceci qui n'est pas mauvais pour nous » : Close reprend plusieurs minutes au maillot jaune et Vanderstockt affiche « une jolie condition ». Antoine Herbauts remarque que les attentes du public belge après le bon début de Tour de France de l'équipe, diminué par la réponse française de la veille, a été entendu par Close et Vanderstrockt notamment. De même, la collaboration entre « les Belges et les Italiens se transforma en terrible machine de guerre », seuls deux coureurs (les deux premiers de l'étape parvinrent à resister au groupe de poursuivants. |
| Italie (dir. technique : A. Binda) : 12/12 coureurs toujours en course. | |
| Classement de l'équipe sur la 4e étape : 3e | Dans La Stampa, Vittorio Varale souligne que les Italiens ont d’abord semblé laisser filer l’échappée française, mais « qu’un Magni en pleine forme » a lancé la poursuite. Coppi et Bartali, vigilants, ont su contenir les rivaux les plus dangereux. Varale note que, malgré le retard accumulé, l’équipe italienne a limité les pertes et conserve toutes ses chances, Magni Coppi et Bartali ont tous repris du temps sur le maillot jaune. |
| Trois meilleurs coureurs classés : - Magni, 5e à 3 min 21 s ; - Carrea, 6e à 3 min 21 s; - Bartali, 17e à 7 min 11 s.                                                                         | Dans La Stampa, Vittorio Varale souligne que les Italiens ont d’abord semblé laisser filer l’échappée française, mais « qu’un Magni en pleine forme » a lancé la poursuite. Coppi et Bartali, vigilants, ont su contenir les rivaux les plus dangereux. Varale note que, malgré le retard accumulé, l’équipe italienne a limité les pertes et conserve toutes ses chances, Magni Coppi et Bartali ont tous repris du temps sur le maillot jaune. |
| France (dir. technique : M. Bidot) : 11/12 coureurs toujours en course • 1 victoire d'étape • 2 maillots jaune • 2 fois meilleure équipe de l'étape • 2 coureurs dans le Top 10 du général.   | |
| Classement de l'équipe sur la 4e étape : 1re | Dans L'Équipe, Jacques Goddet, directeur du Tour, met en avant le rôle décisif des Français dans le déroulement de la course en ayant « appliqué avec succès leur stratégie de diversion » avec les échappées de Dotto et Lazaridès à l’avant. L’opération a offert à Dotto plus de cinq minutes et à Lazaridès près de quatre sur les « campionissimi », sans coût d’effort excessif pour les grimpeurs azuréens. Goddet souligne que cette tactique, en plus de rapporter un précieux avantage, a provoqué une tension et une agitation profitables aux autres Français restés dans les roues, comme Géminiani et Robic.                                                    |
| Trois meilleurs coureurs classés : - Dotto, 2e à 2 min 34 s; - Rolland, 3e à 3 min 21 s ; - Lazaridès, 9e à 3 min 21 s.                                                                       | Dans L'Équipe, Jacques Goddet, directeur du Tour, met en avant le rôle décisif des Français dans le déroulement de la course en ayant « appliqué avec succès leur stratégie de diversion » avec les échappées de Dotto et Lazaridès à l’avant. L’opération a offert à Dotto plus de cinq minutes et à Lazaridès près de quatre sur les « campionissimi », sans coût d’effort excessif pour les grimpeurs azuréens. Goddet souligne que cette tactique, en plus de rapporter un précieux avantage, a provoqué une tension et une agitation profitables aux autres Français restés dans les roues, comme Géminiani et Robic.                                                    |
| Hollande (dir. technique : K. Pellenaars) : 8/8 coureurs toujours en course • 2 coureurs dans le Top 10 du général.                                                                           | |
| Classement de l'équipe sur la 4e étape : 5e | Dans le journal néerlandais Dagblad voor Noord-Limburg, le correspondant spécial affiche sa confiance au vu de la course des néerlandais. Selon lui, ils ont adopté une stratégie prudente mais efficace dans cette étape particulièrement difficile, marquée par une chaleur accablante et de nombreuses abandons. Plutôt que de se lancer dans des échappées risquées pour des primes, ils ont préféré préserver leurs forces pour la suite du Tour. Leurs classements solides « valent actuellement plus que les victoires de Lauredi ou Molineris. ». |
| Trois meilleurs coureurs classés : - Faanhof, 8e à 3 min 21 s ; - Van Breenen, 11e à 3 min 29 s ; - Wagtmans, 12e à 6 min 1 s.                                                                | Dans le journal néerlandais Dagblad voor Noord-Limburg, le correspondant spécial affiche sa confiance au vu de la course des néerlandais. Selon lui, ils ont adopté une stratégie prudente mais efficace dans cette étape particulièrement difficile, marquée par une chaleur accablante et de nombreuses abandons. Plutôt que de se lancer dans des échappées risquées pour des primes, ils ont préféré préserver leurs forces pour la suite du Tour. Leurs classements solides « valent actuellement plus que les victoires de Lauredi ou Molineris. ». |
| Espagne (dir. technique : M.Canardo) : 7/8 coureurs toujours en course. | |
| Classement de l'équipe sur la 4e étape : 8e | Dans le journal espagnol Libertad, Mariano Canardo se félicite de la bonne tenue de l'équipe d'Espagne, qui malgré la multitude de problèmes mécaniques (crevaison, roues cassées) dans l'Enfer du Nord, « a sauvé son classement grâce à une cohésion totale entre ses membres et à leurs excellentes capacités physiques. ». Soulignant la belle place de Ruiz qui termine dans le groupe que Coppi, et celles de Gelabert et Gil qui terminent proches, Canardo affirme que « nous n’aurions pas pu mieux nous en sortir après tant de pannes provoquées par une route déplorable. »                                                                                       |
| Trois meilleurs coureurs classés : - Ruiz, 19e à 7 min 11 s ; - Gelabert, 24e à 7 min 39 s ; - Gil, 24e à 7 min 39 s.                                                                         | Dans le journal espagnol Libertad, Mariano Canardo se félicite de la bonne tenue de l'équipe d'Espagne, qui malgré la multitude de problèmes mécaniques (crevaison, roues cassées) dans l'Enfer du Nord, « a sauvé son classement grâce à une cohésion totale entre ses membres et à leurs excellentes capacités physiques. ». Soulignant la belle place de Ruiz qui termine dans le groupe que Coppi, et celles de Gelabert et Gil qui terminent proches, Canardo affirme que « nous n’aurions pas pu mieux nous en sortir après tant de pannes provoquées par une route déplorable. »                                                                                       |
| Luxembourg (dir. technique : N. Frantz) : 5/8 coureurs toujours en course. | |
| Classement de l'équipe sur la 4e étape : 6e | |
| Trois meilleurs coureurs classés : - Goldschmit, 8e à 3 min 21 s ; - Diederich, 19e à 7 min 11 s ; - Goedert, 24e à 7 min 39 s.                                                               | |

## Résultats

### Classements de l'étape

#### Classement individuel de l'étape
Molinéris (Sud-Est) s’impose en solitaire lors de l’étape, reléguant Dotto (France), également membre de l’échappée initiale, à plus de deux minutes. Rolland (France) prend la troisième place en remportant le sprint du groupe de poursuivants, devant Vanderstockt (Belgique), Magni et Carrea (Italie), Close (Belgique) et Goldschmidt (Luxembourg). Ces coureurs, échappés tardifs du peloton, sont parvenus à rattraper les autres coureurs de l'échappée initiale. Seuls Quentin et Lazarides (France) ont réussi à se maintenir dans ce groupe de sept coureurs, franchissant la ligne avec un retard de 3 min 21 s. Après quelques coureurs intercalés, les Italiens Coppi et Bartali, accompagnés de Ockers (Belgique) et Van Est (Hollande), précèdent le peloton principal et terminent à 7 min 11 s de Molinéris. Zaaf, le dernier de l'étape, franchit la ligne avec 35 min 19 s de retard.
| Classement individuel de la 4e étape | Classement individuel de la 4e étape | Classement individuel de la 4e étape | Classement individuel de la 4e étape | Classement individuel de la 4e étape |
|                                      | Coureur                              | Pays                                 | Équipe                               | Temps                                |
| ------------------------------------ | ------------------------------------ | ------------------------------------ | ------------------------------------ | ------------------------------------ |
| 1er                                  | Pierre Molinéris                     | France                               | Sud-Est                              | en 6 h 23 min 19 s                   |
| 2e                                   | Jean Dotto                           | France                               | France                               | + 2 min 34 s                         |
| 3e                                   | Antonin Rolland                      | France                               | France                               | + 3 min 21 s                         |
| 4e                                   | Robert Vanderstockt                  | Belgique                             | Belgique                             | + 3 min 21 s                         |
| 5e                                   | Fiorenzo Magni                       | Italie                               | Italie                               | + 3 min 21 s                         |
| 6e                                   | Andrea Carrea                        | Italie                               | Italie                               | + 3 min 21 s                         |
| 7e                                   | Alex Close                           | Belgique                             | Belgique                             | + 3 min 21 s                         |
| 8e                                   | Maurice Quentin                      | France                               | France                               | + 3 min 21 s                         |
| 9e                                   | Lucien Lazaridès                     | France                               | France                               | + 3 min 21 s                         |
| 10e                                  | Jean Goldschmit                      | Luxembourg                           | Luxembourg                           | + 3 min 21 s                         |
| modifier                             |                                      |                                      |                                      |                                      |

Podium de l'étape
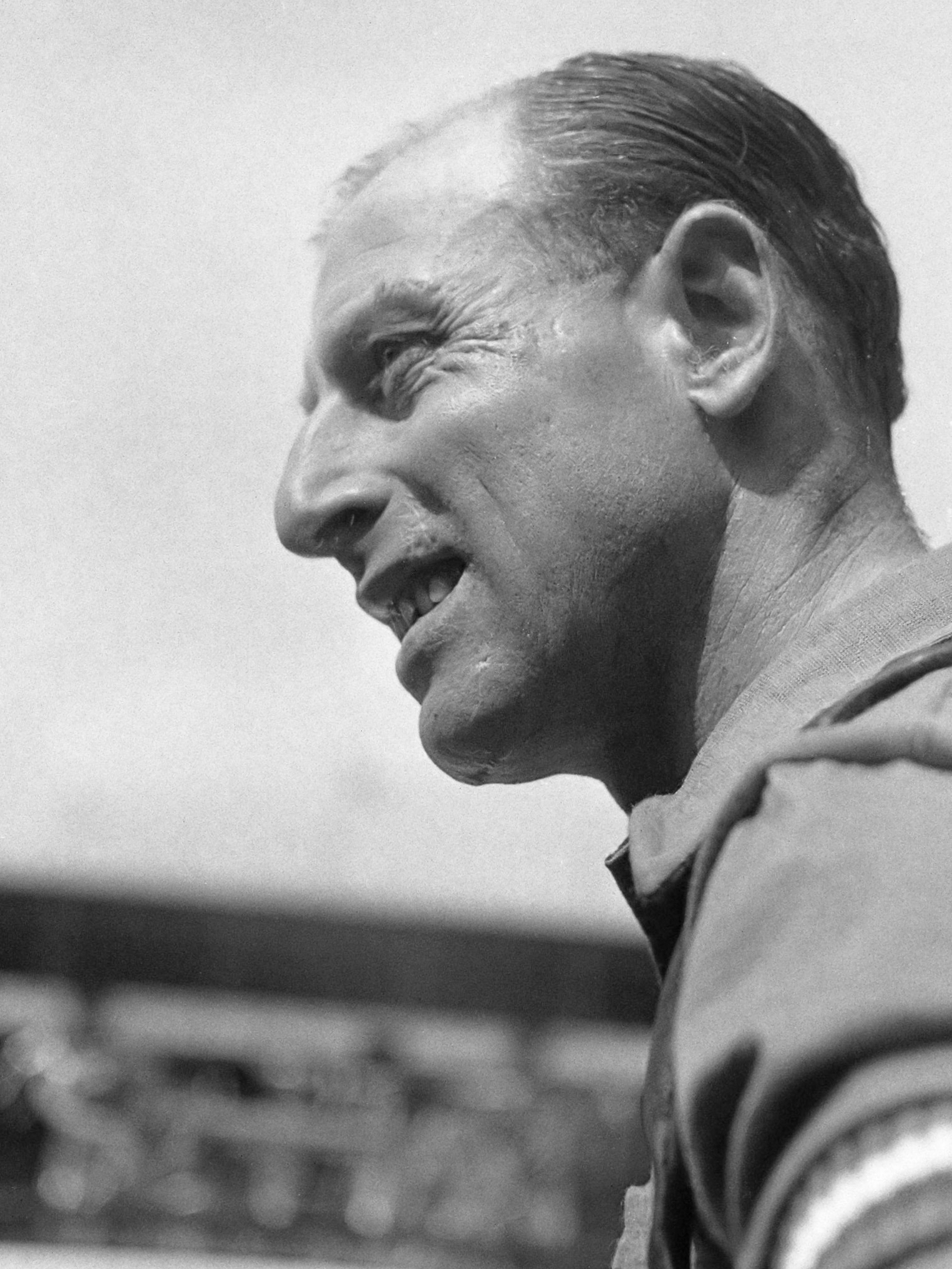
Pierre Molinéris (Équipe Sud-Est) Vainqueur de l'étape du jour
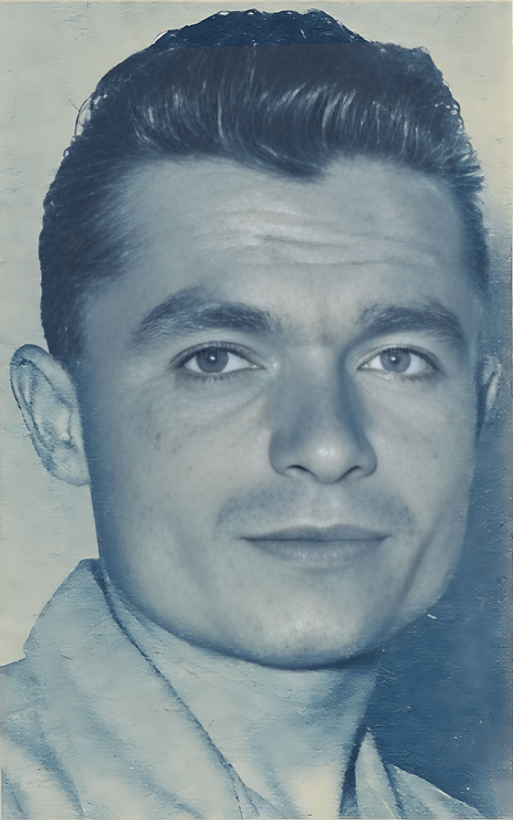
Jean Dotto (Équipe de France) Second de l'étape du jour
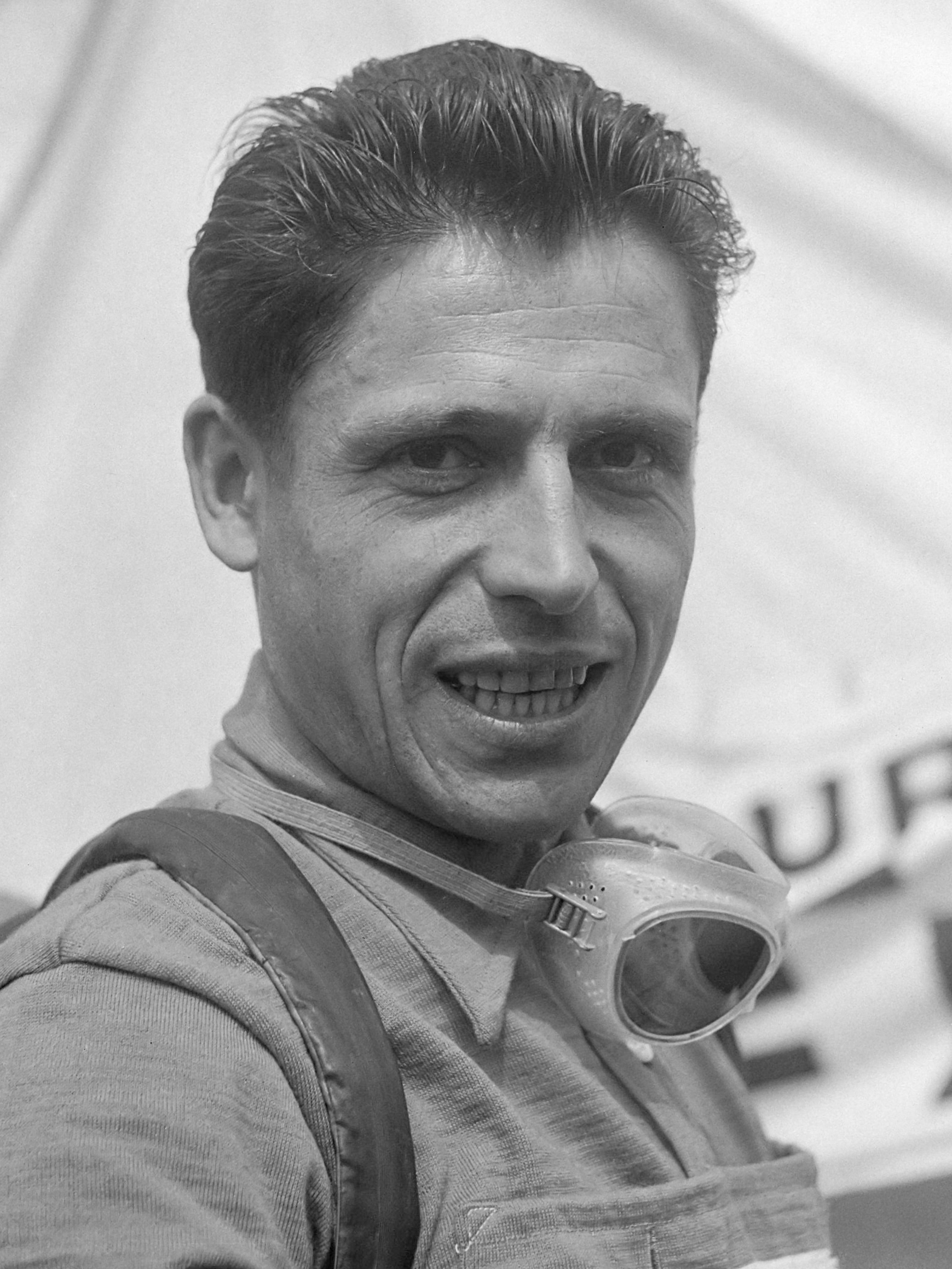
Antonin Rolland (Équipe de France) Troisième de l'étape du jour

#### Classement par équipe de l'étape
L'équipe de France qui classe ses trois meilleurs coureurs dans les huit premiers de l'étape remporte le classement par équipe de l'étape avec plus de cinq minutes d'avance sur l'équipe de Belgique qui termine dans les même temps que l'équipe d'Italie. L'équipe Sud-Est prend la 4e place, et se classe première équipe régionale, du fait notamment de la victoire de Molinéris.
| Classement par équipes de la 4e étape | Classement par équipes de la 4e étape | Classement par équipes de la 4e étape | Classement par équipes de la 4e étape | Classement par équipes de la 4e étape |
|                                       | Équipe                                | Pays                                  | Temps                                 |                                       |
| ------------------------------------- | ------------------------------------- | ------------------------------------- | ------------------------------------- | ------------------------------------- |
| 1re                                   | France                                | France                                | en 19 h 18 min 43 s                   |                                       |
| 2e                                    | Belgique                              | Belgique                              | + 5 min 7 s                           |                                       |
| 2e                                    | Italie                                | Italie                                | + 5 min 7 s                           |                                       |
| 4e                                    | Sud-Est                               | France                                | + 5 min 32 s                          |                                       |
| 5e                                    | Hollande                              | Pays-Bas                              | + 7 min 55 s                          |                                       |
| 6e                                    | Luxembourg                            | Luxembourg                            | + 9 min 25 s                          |                                       |
| 7e                                    | Ouest / Sud-Ouest                     | France                                | + 13 min 15 s                         |                                       |
| 8e                                    | Espagne                               | Espagne                               | + 13 min 43 s                         |                                       |
| 9e                                    | Nord-Est / Centre                     | France                                | + 14 min 11 s                         |                                       |
| 10e                                   | Paris                                 | France                                | + 15 min 21 s                         |                                       |
| modifier                              |                                       |                                       |                                       |                                       |

### Bonifications en temps
Le règlement du Tour de France offre des bonifications en temps aux premiers coureurs qui franchissent les cols répertoriés et à ceux qui arrivent premier et deuxième à l'arrivée de l'étape. Ces secondes gagnées permettent de prendre du temps sur les adversaires, au classement général de l’épreuve.
|   | Coureur          | Pays   | Équipe  | Secondes |
| - | ---------------- | ------ | ------- | -------- |
| 1 | Pierre Molinéris | France | Sud-Est | 1 min    |
| 2 | Jean Dotto       | France | France  | 30 s     |

### Prix de la combativité
- Pierre Molinéris (Sud-Est) a obtenu huit voix sur treize de la part du comité chargé d'élire le coureur le plus combatif de l'étape[36].

### Primes attribuées
Un ensemble de prix et de primes sont attribuées à la fin de chaque étape venant alimenter les cagnottes de chaque équipe du Tour. Elles sont versées par l'organisateur ou des sponsors. L'organisateur fait délibérément le choix de créer plusieurs catégories de primes afin qu'elles puissent récompenser tous les types de coureurs ainsi que les équipes et non plus seulement les vainqueurs.
| | Pos.                                  | Bénéficiaire        | Montant     | Sponsor                     |
| --- | ------------------------------------- | ------------------- | ----------- | --------------------------- |
| Classement de l'étape | 1er                                   | Pierre Molinéris    | 100 000 fr. | Picon                       |
| Classement de l'étape | 2e                                    | Jean Dotto          | 50 000 fr.  | Picon                       |
| Classement de l'étape | 3e                                    | Antonin Rolland     | 25 000 fr.  | Picon                       |
| Classement de l'étape | 4e                                    | Robert Vanderstockt | 16 000 fr.  | Picon                       |
| Classement de l'étape | 5e                                    | Fiorenzo Magni      | 12 000 fr.  | Picon                       |
| Première équipe au classement du jour | Première équipe au classement du jour | France              | 100 000 fr. | Martini                     |
| Première équipe régionale du jour | Première équipe régionale du jour     | Sud-Est             | 50 000 fr.  | Martini                     |
| Porteur du maillot jaune | Porteur du maillot jaune              | Nello Lauredi       | 100 000 fr. | La Suze                     |
| Coureur le plus combatif | Coureur le plus combatif              | Pierre Molinéris    | 100 000 fr. | Le Sucre                    |
| Coureur le plus malchanceux | Coureur le plus malchanceux           | Louis Caput         | 20 000 fr.  | Les Assurances              |
| Prime du sang froid | Prime du sang froid                   | Bernard Gauthier    | 20 000 fr.  | Cynar                       |
| Prime de Fienvillers | Prime de Fienvillers                  |                     | 3 000 fr.   | Municipalité de Fienvillers |
| Prime de Seclin | 1er régional                          |                     | 3 000 fr.   | Municipalité de Seclin      |
| Prime de Seclin | 2e régional                           |                     | 2 000 fr.   | Municipalité de Seclin      |
| Compte tenu de l'érosion monétaire due à l'inflation, le pouvoir d'achat de 100 000,00 anciens francs en 1952 est donc le même que celui de 2 401,66 euros en 2022. |                                       |                     |             |                             |

## Classements à l'issue de l'étape

### Classement général individuel
Lauredi (France) conserve son maillot jaune, malgré une arrivée à plus de 7 min après Molinéris (Sud-Est), le vainqueur de l'étape, qui passe de la 14e à la 2e place au classement. Pardoën (Nord-Est / Centre) arrivé 15 min après Molinéris chute au classement et quitte le Top 10, même chose pour Bloome (Belgique), Rolland (France) et Breenen (Hollande) font leur entrée dans les dix premiers,.
| Classement général | Classement général  | Classement général | Classement général | Classement général |
|                    | Coureur             | Pays               | Équipe             | Temps              |
| ------------------ | ------------------- | ------------------ | ------------------ | ------------------ |
| 1er                | Nello Lauredi       | France             | France             | en 23 h 9 min 39 s |
| 2e                 | Pierre Molinéris    | France             | Sud-Est            | + 1 min 36 s       |
| 3e                 | Alex Close          | Belgique           | Belgique           | + 2 min 44 s       |
| 4e                 | Robert Vanderstockt | Belgique           | Belgique           | + 3 min 40 s       |
| 5e                 | Andrea Carrea       | Italie             | Italie             | + 3 min 54 s       |
| 6e                 | Rik Van Steenbergen | Belgique           | Belgique           | + 4 min 4 s        |
| 7e                 | Édouard Fachleitner | France             | Sud-Est            | + 7 min 4 s        |
| 8e                 | Antonin Rolland     | France             | France             | + 7 min 7 s        |
| 9e                 | Hein van Breenen    | Pays-Bas           | Hollande           | + 7 min 15 s       |
| 10e                | Gerrit Voorting     | Pays-Bas           | Hollande           | + 7 min 38 s       |
| 11e                | Jean-Marie Cieleska | France             | Nord-Est / Centre  | + 7 min 12 s       |
| 12e                | André Rosseel       | Belgique           | Belgique           | + 8 min 47 s       |
| 13e                | Jean Dotto          | France             | France             | + 9 min 9 s        |
| 14e                | Maurice Quentin     | France             | France             | + 9 min 16 s       |
| 15e                | Wout Wagtmans       | Pays-Bas           | Hollande           | + 9 min 16 s       |
| modifier           |                     |                    |                    |                    |

### Classement de la montagne
Aucune ascension répertoriée n'a encore été franchie. Aucun coureur n'est donc classé au classement de la montagne.

### Classement par équipes
L'équipe de France accroit son avance sur celle de Belgique de 5 min. L'équipe de Hollande reste 3e et celle de l'Italie passe 4e. L'équipe Sud-Est devient la première équipe régionale devant Nord-Est / Centre.
| Classement par équipes | Classement par équipes | Classement par équipes | Classement par équipes |
|                        | Équipe                 | Pays                   | Temps                  |
| ---------------------- | ---------------------- | ---------------------- | ---------------------- |
| 1re                    | France                 | France                 | en 69 h 23 min 16 s    |
| 2e                     | Belgique               | Belgique               | + 9 min 53 s           |
| 3e                     | Hollande               | Pays-Bas               | + 20 min 8 s           |
| 4e                     | Italie                 | Italie                 | + 23 min 12 s          |
| 5e                     | Sud-Est                | France                 | + 25 min 2 s           |
| 6e                     | Nord-Est / Centre      | France                 | + 30 min 22 s          |
| 7e                     | Ouest / Sud-Ouest      | France                 | + 36 min 58 s          |
| 8e                     | Espagne                | Espagne                | + 37 min 32 s          |
| 9e                     | Paris                  | France                 | + 40 min 16 s          |
| 10e                    | Luxembourg             | Luxembourg             | + 43 min 45 s          |
| modifier               |                        |                        |                        |

Leaders des classements généraux
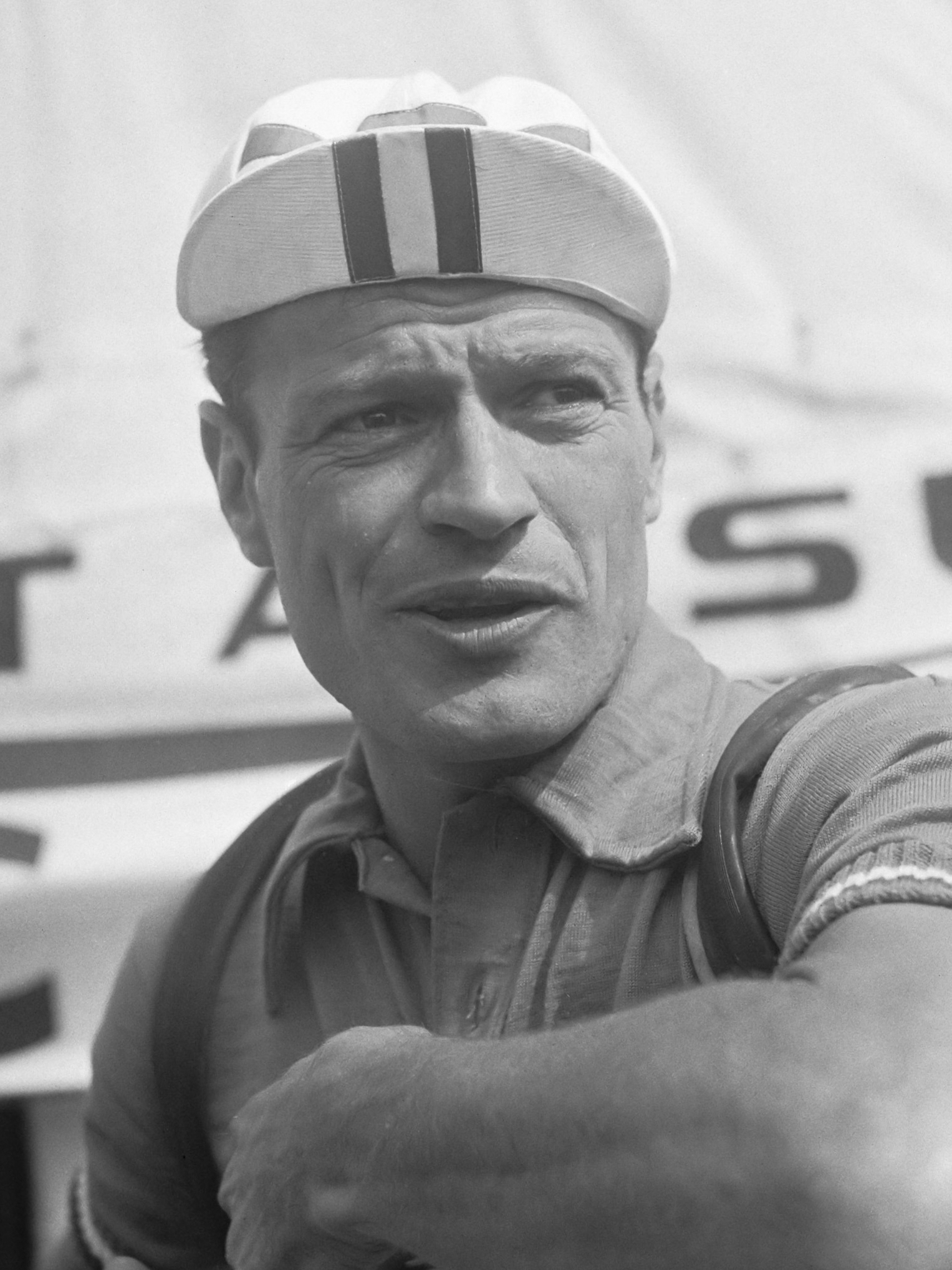
Nello Lauredi (Équipe de France) Leader du classement général individuel
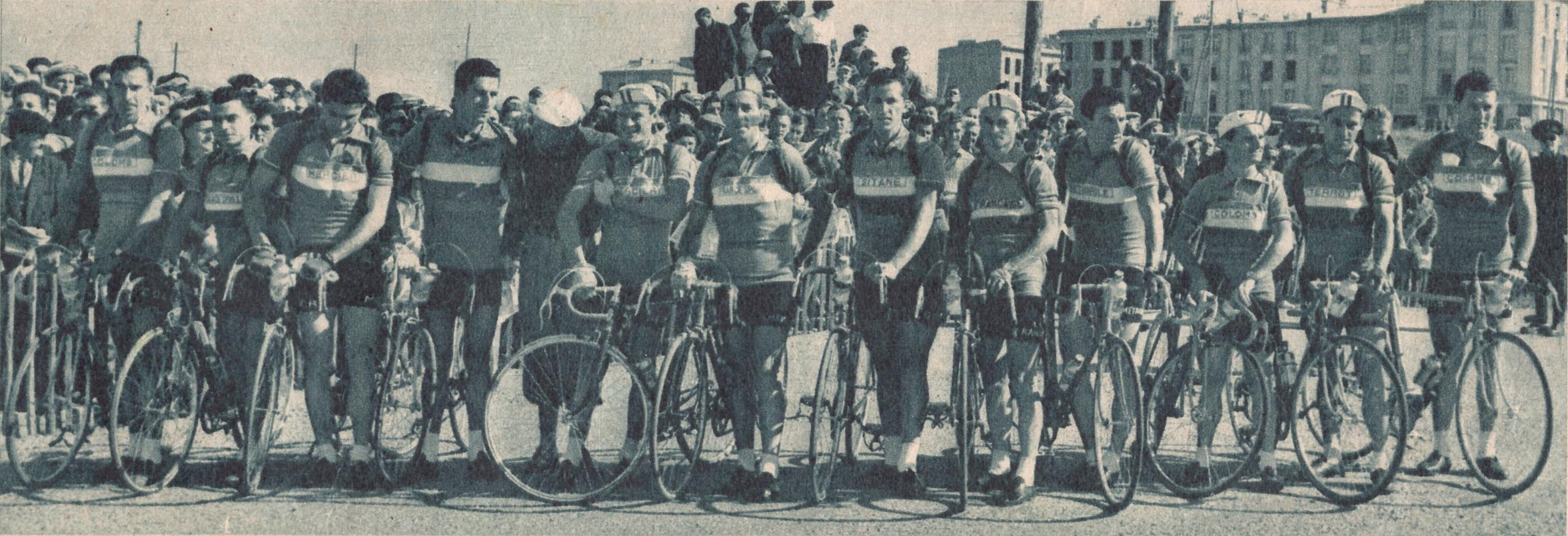
L'équipe de France Leader du classement général par équipe

## Abandons
La liste des coureurs classés à l'arrivée d'une étape est établie par la direction du Tour en retirant de la liste de départ les coureurs qui ont abandonné en cours d'étape (abandon), les coureurs qui ont franchi la ligne d'arrivée avec un temps de course qui excède de 10 % celui du vainqueur (arrivée hors délais) et enfin les coureurs exclus pour une raison disciplinaire (mise hors course).

### Abandon
- Walter Reiser (Suisse): malade et pris de vomissements[40],[21].
- Albert Chaumarat (Sud-Est)[26].
- Pierre Gaudot (Paris)[26]
- Louis Caput : Souffrant des blessures occasionnées par sa chute de la veille (Paris)[41].

## Statistiques
La 4e étape du Tour de France 1952 représente dans l'histoire du Tour depuis 1903, :
- la 714e étape disputée (dont 75 semi-étapes) ;
- la 1re victoire d'étape dans la carrière de Pierre Molinéris ;
- la 336e d'un coureur français ;
- le 2e maillot jaune de Nello Lauredi.